# 中国国际金融股份

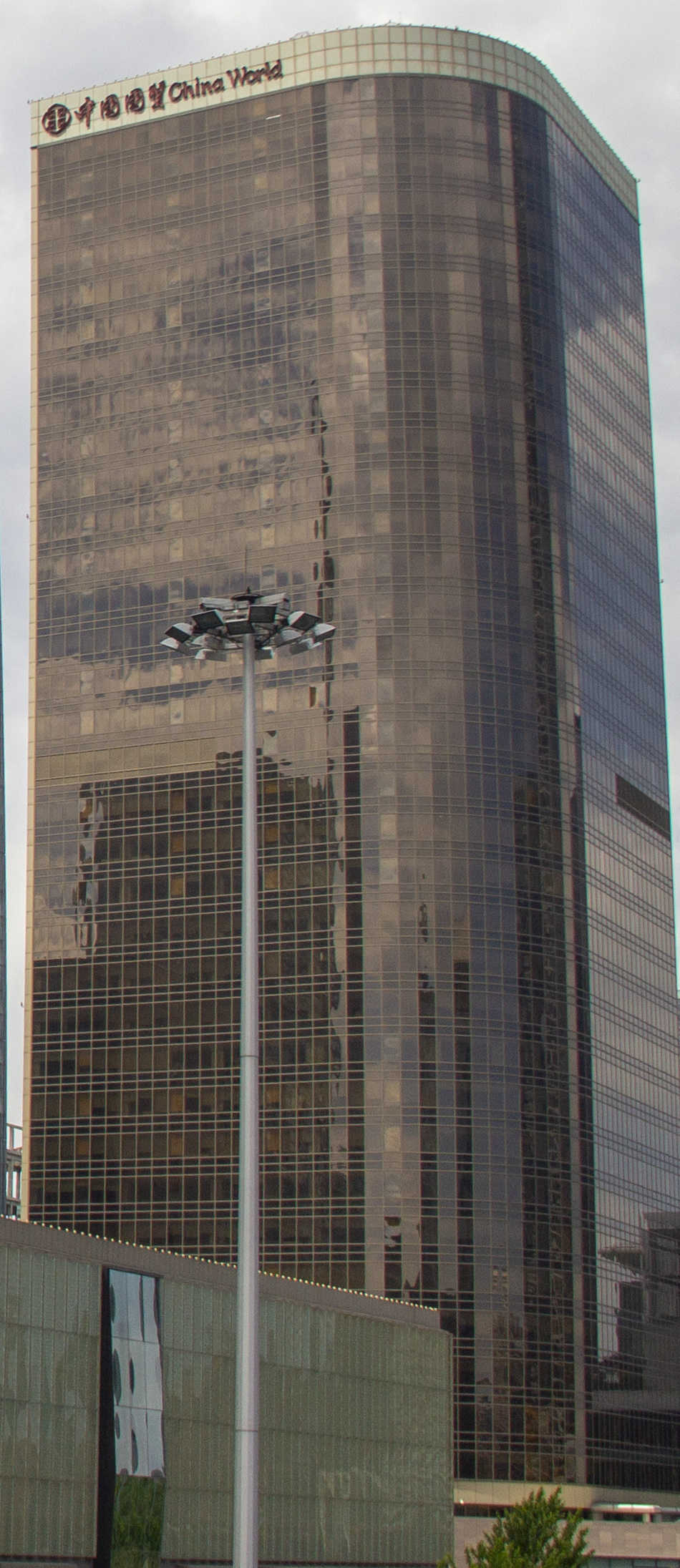
中金公司总部位于国贸写字楼2座28层

中国国际金融股份有限公司（英語：China International Capital Corporation Limited，缩写；港交所：3908；上交所：601995，简称：中金公司），是中國大陸首家中国公司与外国公司合资组建的投资银行，由实际上國營的中国建设银行（现由建银投资持有股权）与摩根士丹利及其他股东于1995年共同发起设立，主营业务为為中國大陸大型国企提供海内外融资上市服务。2015年，作為中國大陸最大的本土投資銀行，該公司表示已改制，以為首次公开募股進行準備。2015年11月9日，中金公司在香港联交所正式挂牌上市，共发售约6.114亿股，集资62.85亿港元。
中国国际金融股份有限公司曾在中国的大型企业的上市協助业务有近乎壟斷的角色，令其股东之一摩根士丹利擁有超出其它外国投资银行的競爭優勢。

## 历史
中金公司成立于1995年，是由中国建银投资有限责任公司、摩根士丹利、中国投资担保有限公司、新加坡政府投资公司、名力集团控股有限公司等公司，基于战略合作关系共同投资组建的中华人民共和国第一家中外合资投资银行。其子公司中国国际金融香港证券有限公司在1998年成立，随后中金上海分公司成立，并在北京、上海和深圳建立证券营业部，业务范围扩至全国。
2000年中金公司的毛营业额曾达1.7亿美元，公司把原先的一亿美元全额还给最初的投资人，中方员工获得上百万美元的奖金。2002年，中金公司与广发证券、银河证券、海通证券四家证券发行商在中国证券业协会的7项指标中名列前茅，中金公司获得股票主承销金额、利润总额和人均利润总额三项第一。当年其完成4家公司的股票承销，以家数排名第16位。但其股票发行承销金额达到359.17亿元，远远超越承销股票发行企业最多的广发证券（当年共承销8只股票，其承销总金额49.51亿元）。
2004年，朱云来出任公司首席执行官。朱云来在1998年加入中金公司，当时担任公司资本市场部负责人。2004至2006年间，中金公司将20%的股权以影子股票的形式授予管理层和员工，其持有人资料及持有量从未公开。2004年，中金公司成为首批保荐机构，2007年得到批准开展直投业务。2010年开展人民币普通股票自营业务、期货公司提供中间介绍业务、开展融资融券业务，成为全国银行间市场做市商。2011年，其获得海外期货中间介绍业务牌照，成为RQFII试点公司，同年入股浙金信托。2012年中金公司在中国境内营业部达到16家。
但2008年，由于缺乏业务目标，中金公司的投行收入开始逐步减少。而摩根士丹利由于金融海啸困扰，计划出售其手中持有的中金公司34.3%的股权。这一交易在2010年底达成，摩根士丹利与中国政府沟通后，将股份转让给两家美国私募股权公司KKR和TPG。2010年中金公司应对业务量下降，成立针对中小企业的IPO团队，当年仅承销五家公司股票，IPO承销收入则迅速缩水至7亿元。2012年初又成立中小企业（GI）融资团队。2013年中国证券业协会发布的榜单中，中金行内排名跌至33位。
2014年，中金承销奥赛康上市，其公布网下申购结果显示公司发行市盈率67倍，老股转让募集资金近32亿元，高于新股募集金额7.84亿元，引起市场反映不满情绪，奥赛康被迫宣布暂缓发行。经中国证监会查证，中金公司指使财经公关公司制作宣传文章，吹捧奥赛康。为此证监会对中金出具警示函，采取自律监管措施。此事中止了中金在香港上市的计划。由于业务量下降，中金甚至曾以50万元的业内认为亏本的承销费用接新三板挂牌业务。10月，公司总裁朱云来、首席经济学家彭文生、董事长金立群等人纷纷辞职。
2015年11月9日，中金公司在香港联交所挂牌上市，开盘价报10.9港元，比招股价高6%，IPO共发售约6.114亿股，并以招股价区间上限10.28港元定价，集资62.85亿港元。其IPO供散户认购部分录得3.7倍超额，国际配售部分则大幅超额认购。
2016年11月4日，中金公司將以每股作價9.95元人民幣(相當於11.55港元)，總代價167億元人民幣(相當於193億9190萬港元)向主要股東中央匯金投資有限責任公司發行16億7846萬股，收購中國中投證券有限責任公司（簡稱“中投證券”），中金公司将通过向汇金公司发行中金公司内资股的方式支付；2017年3月21日，交易完成，匯金在中金公司的持股量, 由百分之28.57, 增加至百分之58.58。合并后中金公司总资产逾1500亿元，净资产规模达317.58亿元。中投证券在全国所拥有的204家证券营业网点也为中金公司填补了传统经纪业务上的空白。
2017年9月20日，騰訊控股指定的實體（Tencent Mobility Limited）認購中金公司207,537,057股H股，其持股比例為增發后總股本的4.95%。同日騰訊与中金公司簽訂戰略合作框架協議。作為中金公司的戰略投資者，騰訊將与中金公司在精準營銷、大數據分析方面進行深度合作，旨在為客戶提供更加個性化、差異化的財富管理產品以及相關金融服務。
2019年8月13日，中国中投证券有限责任公司更名为中国中金财富证券有限公司，英文名称也相应改变，实现品牌统一。
2021年7月11日，中金公司发布公告称，与中金财富在已有整合工作基础上，通过将公司境内财富管理业务转移给中金财富，进一步实现双方业务整合。中金财富作为全资子公司开展财富管理业务，中金公司作为母公司开展投行、固收、资管等业务。2021年7月24日，中国证券监督管理委员会发布《2021年证券公司分类结果》，共有103家券商参与。其中中金公司被评为AA级，与2020年持平。
同年, 中金公司亦于不同具有影响力的出版商和组织荣获多个奖项, 其中包括《財資》2021年「3A」永續資本市場區域獎的"最佳企業及機構顧問（国内）"，机构投资者和财新2021年资本市场分析师成就奖的 "中国最佳分析师团队"和 "中国最佳销售团队"。《亚洲货币》2021年券商评选的"最佳本土券商"，《环球金融》2021年中国之星的"最佳绿色债券承销机构"，以及Mergermarket 2021年度中国企业并购大奖"的"年度最佳并购财务顾问"。
2022年7月22日，中金公司一名员工的妻子在网络上晒出了丈夫的收入证明。印有中金公司公章的证明材料显示，该交易员的月均收入为8.25万元。中国人民长期以来对中金公司员工过高的收入一直颇为不满，新闻一出则引起了网民们的热议，众多网友纷纷对中金公司不合理的高薪表示谴责。碍于恶劣的社会影响，中金公司宣布该交易员已被停职调查。

## 公司管理
主要业务部门：投资银行、股票、固定收益、私募股本、资产管理、财富管理和研究。

## 下属企业
中金公司官方公示的下属企业
- 各地分公司及营业部。
- 中金期货有限公司，2004年7月在青海省西宁市注册成立。
- 中金浦成投资有限公司，2012年4月在上海注册成立。
- 中金基金管理有限公司，2014年成立，国内首家全资持有的基金公司。
- 中金资本运营有限公司（中金资本），2017年成立。
- 中国中金财富证券有限公司（中金财富证券），2017年战略重组成为全资子公司。
- 中国国际金融（香港）有限公司（中金香港），离岸控股公司。
  - 中国国际金融香港证券有限公司。
  - 中国国际金融香港资产管理有限公司。
  - 中国国际金融香港期货有限公司。
  - CICC US Securities, Inc（中国国际金融美国证券有限公司，简称中金美国证券），2009年在纽约开始营业，2017年增设旧金山办公室。
  - China International Capital Corporation(Singapore) Limited（中国国际金融（新加坡）有限公司），2008年7月注册成立。
  - China International Capital Corporation(UK) Limited（中国国际金融（英国）有限公司，简称中金英国），2009年成立。
  - CICC Deutschland GmbH（中金德国）

其它部分下属企业或投资
- CICC Capital (Cayman) Limited，2017年成立。
- 中國中投證券有限責任公司(中投證券)，全资子公司，2016年11月开始收购。
- 中金浦泰投资管理有限公司，2016年成立。

2016年联合财政部、国家发展和改革委员会共同发起设立中金启元国家新兴产业创业投资引导基金。2017年收购美国金瑞基金多数股权。

## 股权结构
截至2021年10月31日，其股权结构如下：
- 40.17% 中央汇金投资有限责任公司
- 30.74% 香港中央结算（代理人）有限公司
- 8.26% 海尔集团（青岛）金融控股有限公司
- 4.49% 阿里巴巴集团控股有限公司
- 4.48% 腾讯控股有限公司
- 2.64% 中国投融资担保有限公司
- 0.38% 香港中央结算有限公司
- 0.32% 国新投资有限公司
- 0.32% 中国国有企业结构调整基金股份有限公司
- 0.29% 阿布达比投资局
- 7.92% 其他A股及H股公众股东

## 代表性项目
中国国际金融有限公司自设立以来，主要业务集中在国有企业的股票上市承销和债券承销：
- 1997年完成中国电訊香港（现中国移动 ）（0941.HK）海外首次公开发行，融资42.2亿美元。
- 2000年完成中国联通（0762.HK）首次海外公开发行，融资56.5亿美元
- 2000年完成中国石化（0368.HK）首次海外公开发行，融资34.6亿美元
- 2000年完成中国石油（0857.HK）首次海外公开发行，融资28.9亿美元
- 2003年完成中国人寿首次海外公开发行，融资34.75亿美元
- 2006年完成中国工商银行A+H股首次公开发行，合计融资219.39亿美元，是当时全球金融史上最大的一笔融资项目
- 2007年完成中信银行A+H股首次公开发行，合计融资59.5亿美元
- 2018年完成中国人保A股首次公开发行，为年内最大的金融企业A股IPO。
- 2018年完成中国铁塔H股首次公开发行,为年内最大中资海外IPO。
- 2019年完成阿里巴巴H股上市，为年内最大规模H股项目——融资130亿美元。
- 2020年完成中芯国际正式登陆科创板，合计融资532亿元，成A股近10年来募资体量最大IPO，在A股IPO史上也进入前十。

## 争议
一直以来就有中国国际金融股份公司违反国有企业限薪令的争议。2002年，国家开始推行国企高管年薪制，规定其年薪不得超过职工平均工资的12倍。2009年联合出台《关于进一步规范中央企业负责人薪酬管理的指导意见》，对中央企业发出高管“限薪令”，规定高管年薪应限制在60万左右。然而，中金高管工资远超国家规定的高管工资总额。。2022年，一位中金交易员被其妻子披露一直领取不正常的高薪，其后有关中金公司员工工资成为中国互联网议论热点，大多数人对中金员工德不配位的高薪强烈不满。